# Maya (cantor)
Masato Yamazaki (山崎雅仁, Yamazaki Masato) (nascido em Nagano em 30 de julho), conhecido exclusivamente como Maya, é um cantor e músico japonês, conhecido por ser vocalista da banda japonesa de visual kei LM.C.

## Carreira
Maya foi guitarrista da banda suporte do músico Miyavi, Ishihara Gundan, e também fez parte da banda Sinners. Em 2006, formou a LM.C juntamente com seu amigo Aiji, ex-guitarrista da Pierrot. Eles se conheceram em Nagano, cidade de origem dos dois, anos antes. Aiji chegou a convidá-lo para ser roadie do Pierrot, mas ele recusou.
Em 27 de dezembro de 2023, Maya participou do evento Do you know visual kei? com diversas bandas no Nippon Budokan, fazendo um show de tributo ao Glay.

## Vida pessoal
O nome completo da LM.C, "Lovely Mocochang.com", foi criado em homenagem ao cachorro de estimação de Maya, chamado Moco, que havia acabado de falecer.
Sabe-se que o nome completo de Maya é Masato Yamazaki por conta de ele ter atuado na banda Beau com este nome. No entanto, não há fontes fiáveis que informem seu ano de nascimento (apenas fansites).